# Системоперіодичний закон
Системоперіодичний закон — принципи структурної побудови та управління однорідних природних систем в їх ієрархічній супідрядності повторюються з певною періодичністю в залежності від дії єдиного системоутворюючого фактора (заряд ядра в періодичному законі  Д. І. Менделєєва, генетична структура в законі гомологічних рядів  М. І. Вавілова та ін.).
Періодичне повторення властивостей в рядах систем одного ієрархічного рівня, мабуть, загальний закон світобудови. Він був сформульований як закон періодичності будови системних сукупностей, або системоперіодичний закон. Формулювання першого варіанту: конкретні природні системи одного підрівня (рівня) організації складають періодичний або повторюваний ряд морфологічно аналогічних структур в межах верхніх і нижніх системних просторово-часових меж, за якими існування систем даного підрівня унеможливлюється (вони переходять у нестійкий стан або перетворюються в іншу системну структуру, в тому числі іншого рівня організації). Більш узагальнююче формулювання дано в словнику-довіднику «Природопользование»: принципи структурної побудови та управління однорідних природних систем в ієрархічній супідрядності і особливо склад таких же природних систем одного рівня організації (ієрархії) повторюються з деякою правильністю залежно від дії єдиного (комплексу) системоутворюючого фактора (факторів).
Періодичність систем природи не вичерпується відомими законами періодичної будови елементів, гомологічних рядів та географічної зональності. Вона проявляється в будові космічних тіл, проходженні геологічних епох,  сукцесійних стадій розвитку  екосистем і в багатьох інших випадках.
Системоперіодичний закон можна вважати загальною закономірністю, що діє у всьому системному світі, в тому числі в системах за участю живого — екосистемах. Оскільки вони завжди складені живим і середовищем, що оточує це живе, очевидно, слід звернутися до групи зв'язків, які визначають основні принципи взаємовідносин системи з навколишнім її середовищем.

## Виноски
1. ↑   Реймерс Н. Ф. Системные основы природопользования//Философские проблемы глобальной экологии. — М.: Наука, 1983. — С. 140.
2. ↑   Реймерс Н. Ф. Природопользование. — М.: Мысль, 1990. — С. 156.